# Nyílfarkú kánya
A nyílfarkú kánya (Haliastur sphenurus) a madarak osztályának vágómadár-alakúak (Accipitriformes) rendjébe, ezen belül a vágómadárfélék (Accipitridae) családjába tartozó faj.

## Előfordulása
Ausztrália, Indonézia, Pápua Új-Guinea és Új-Kaledónia területén honos.

## Megjelenése
Testhossza 50–60 centiméter, szárnyfesztávolsága 123–146 centiméter, testtömege pedig 380–1050 gramm közötti; a tojó nagyobb és nehezebb a hímnél.
|  |

## Életmódja
Széles szárnyain vitorlázik, hosszú farka a gyors irányváltásban segíti.

## Szaporodása
Fészekalja 2-3 tojásból áll.